# Pleurotomella elisa
Pleurotomella elisa é uma espécie de gastrópode do gênero Pleurotomella, pertencente a família Raphitomidae.